# Buceo

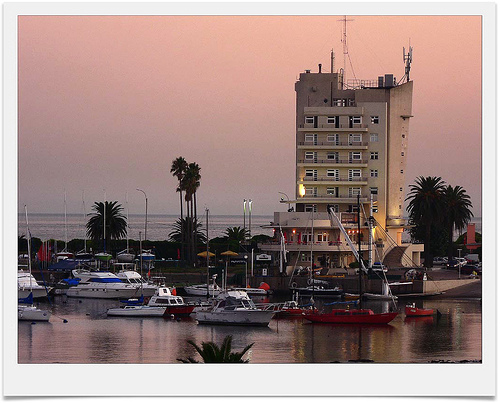
Porto de Buceo e o edifício do Yacht Club

Buceo (mergulho em espanhol) é um bairro localizado na parte sudoeste da cidade de Montevidéu, Uruguai, às margens do Rio da Prata. É vizinho aos bairros Pocitos (a leste) e Malvín a oeste. Seus eixos principais são a orla costeira e a avenida Rivera. A zona foi chamada de Buceo de la Luz desde 1752 devido a mergulhadores que participaram no resgate da carga de um barco afundado. 

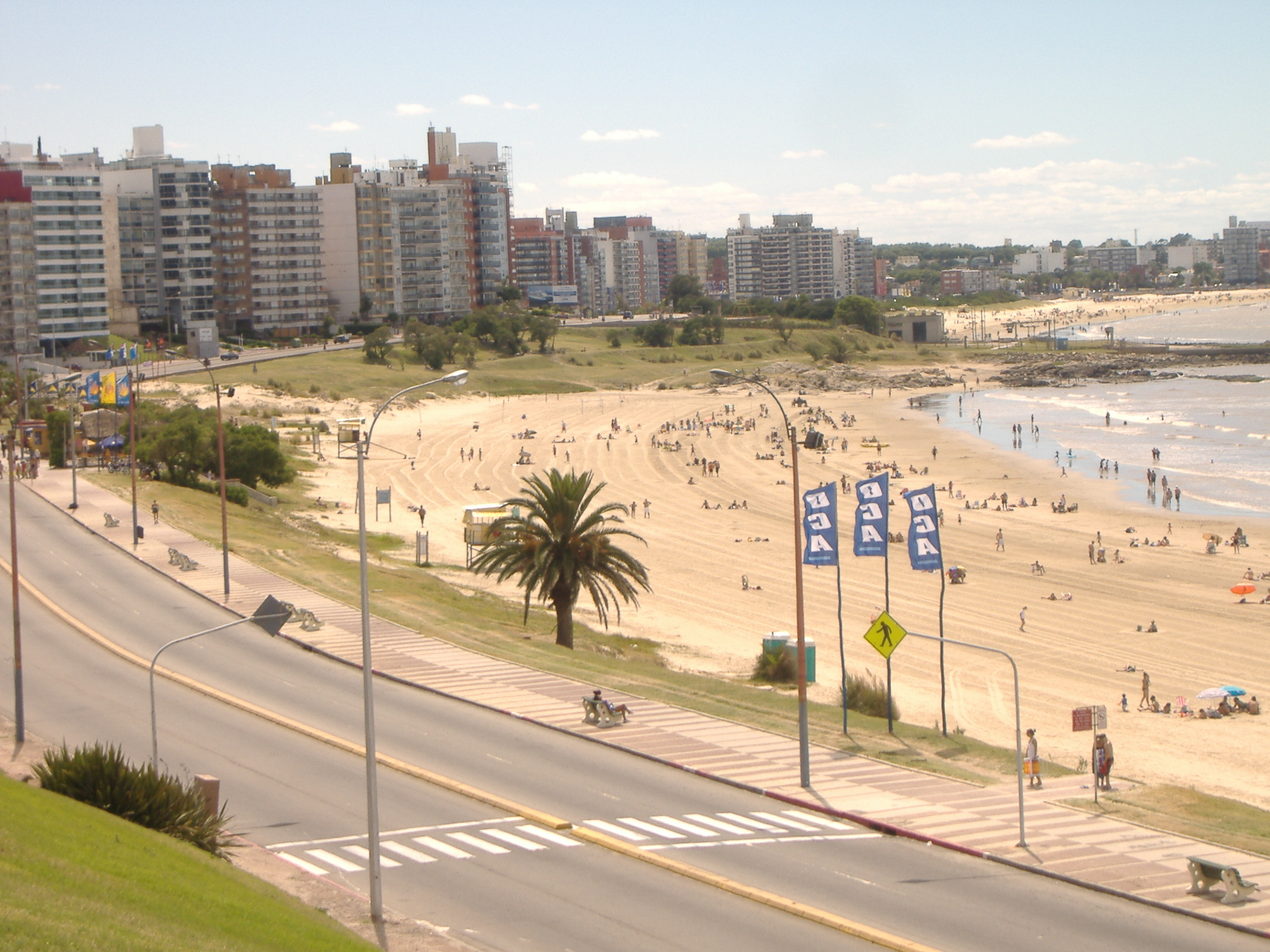
Vista da praia de Buceo

Foi na praia de Buceo que desembarcaram as tropas inglesas que sitiaram e tomaram Montevidéu entre janeiro e fevereiro de 1807. Em maio de 1814, a frota revolucionária comandada pelo almirante argentino Guillermo Brown derrotou a Marinha Real Britânica. Pouco depois, os espanhóis conseguiam a rendição de Montevidéu. 
No século XIX, se instalaram píers, charqueadas, a alfândega e porto de Oribe, pescadores, moradias e o cemitério (1872).
O bairro cresceu no século XX como balneário, sendo que em 1939 se instalou o Yacht Club e em 1958 o Edifício Panamericano. Mais recentemente, em 1985, foi erigido o Montevideo Shopping Center e, junto a ele, foram construídas as torres do World Trade Center e instalados altos edifícios residenciais que mudaram a fisionomia da zona.